# 혈통
인류학에서 혈통(한국 한자: 血統)은 계보를 기준으로 혈통적 연관성이 있는 집단을 뜻한다. 즉, 증명 가능한 공통 조상에 대한 조상을 추적하는 단계출계(單系出系) 집단으로, 정점 조상(apical ancestor)으로 알려져 있다. 혈통은 가족 관계를 통해 형성되며, 이는 전적으로 모계(모계제), 부계(부계제) 또는 이 둘의 조합(양계제)을 통해 추적된다. 모계 또는 부계 혈통의 문화적 중요성은 사회 구조, 상속 패턴, 심지어 사회 전반의 의식에 이르기까지 크게 다르다.

## 어원
영단어 lineage는 중세 영어의 linage에서 유래했으며, 이는 고대 프랑스어의 linage, ligne, 그리고 라틴어의 linea ("선")에서 왔다. line과 -age의 합성어이다.

## 특징
혈통은 하강 집단으로 단일혈통을 특징으로 한다. 이는 혈통 구성원이 단일혈통으로 조상을 추적하여 결정된다는 것을 의미하며, 모계 또는 부계 중 하나이거나 또는 두 혈통의 조합(양계제)을 통해서도 가능하다. 이는 혈통을 다른 하강 집단인 씨족과 구별한다. 씨족은 공통 조상을 가질 수 있지만, 모든 구성원이 유래한 증명 가능하거나 전통적으로 인정된 정점 조상이 부족하다. 혈통에는 세 가지 형태가 있다: 모계제, 부계제, 그리고 양계제이다.

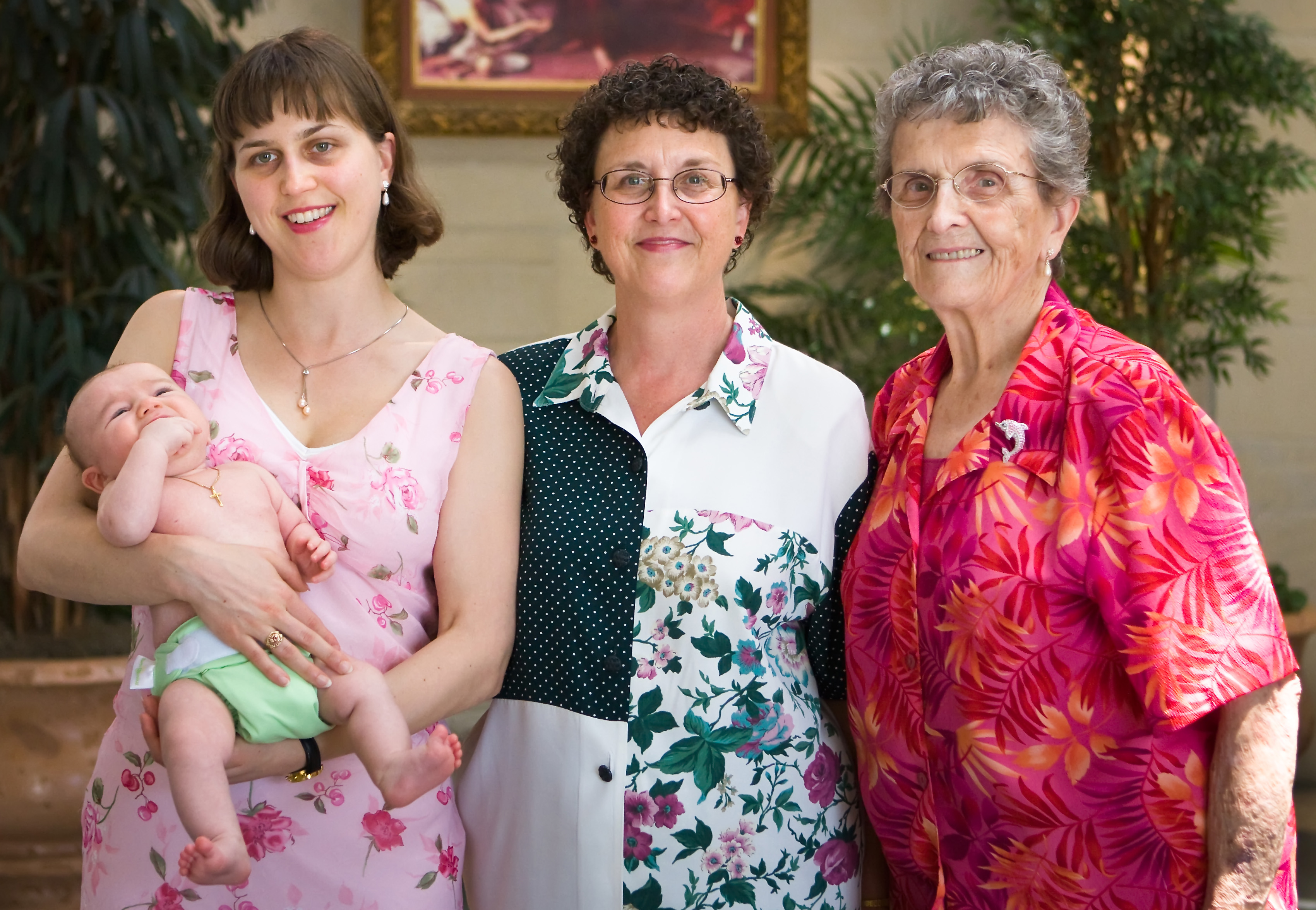
4세대에 걸친 모계제의 예시

모계제에서는 혈통이 전적으로 모계를 통해 추적된다. 자녀는 어머니로부터 혈통 구성원 자격을 상속받으며, 혈통은 어머니, 그녀의 자녀, 그리고 그녀의 자녀의 자녀들로 구성되며 모두 모계적으로 연결되어 있다. 인도네시아의 미낭카바우족, 유대교의 유대인, 그리고 인도의 카시족은 저명한 모계 구조를 가진 사회의 잘 알려진 예시이다.
부계제에서는 혈통이 전적으로 부계를 통해 추적된다. 자녀는 아버지로부터 혈통 구성원 자격을 상속받으며, 혈통은 아버지, 그의 자녀, 그리고 그의 자녀의 자녀들로 구성되며 모두 부계적으로 연결되어 있다. 부계제는 전 세계적으로 더 흔하며, 동남아시아의 많은 지역과 같은 많은 문화에서 그 예시를 찾을 수 있다.

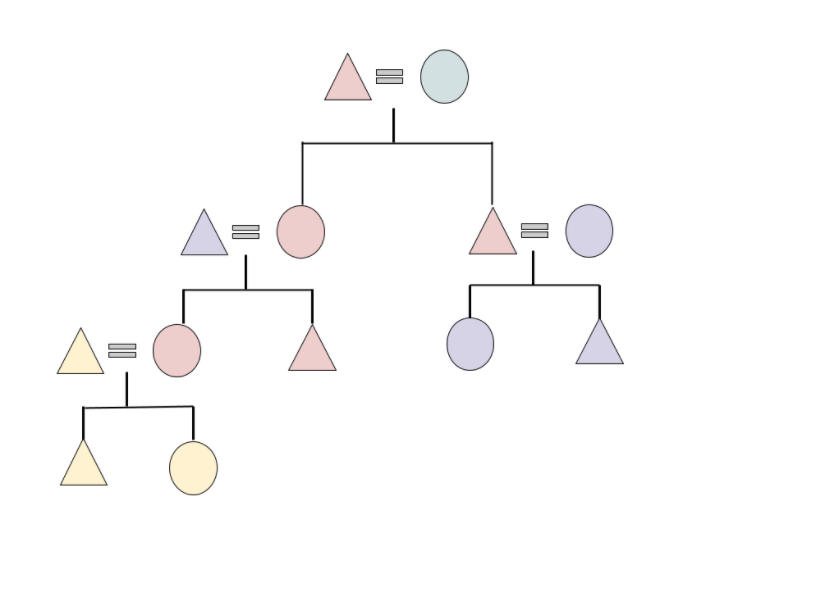
양계제 혈통의 예시

양계제 혈통에서는 모계 및 부계를 통해 혈통이 추적되며, 이는 일반적으로 개인이 어머니 또는 아버지의 집단 또는 둘 다와 제휴할지 선택한다는 것을 의미한다. 양계 혈통은 쌍계 또는 양측계일 수 있다. 양계제 혈통은 동남아시아와 같은 저개발 사회에서는 상대적으로 드물며, 미국과 서유럽과 같은 현대화된 사회에서는 매우 흔하다.
쌍계 혈통(이중 혈통이라고도 함)에서는 자녀가 어머니와 아버지의 집단 모두에 속한다. 이로 인해 혈통 내에 훨씬 더 많은 사람들이 존재하게 된다. 쌍계 혈통의 예로는 나이지리아의 야코족이 있다.
혈통은 문화 전반의 사회 조직에서 큰 역할을 한다. 그들은 상속 패턴에 영향을 미치며, 재산과 칭호는 종종 혈통 내에서 계승된다. 또한, 혈통은 종종 종교적 중요성을 가지며, 조상 역사가 종종 개인의 종교와 그 종교 내에서의 위치를 결정한다. 혈통의 구조는 또한 안정성, 사회적 의무, 그리고 구성원 간의 상호성을 이끌어내어 지원 네트워크와 공유된 정체성을 제공한다.

## 같이 보기
- 친족명칭